# 周英 (永樂進士)
周英（14世紀—15世紀），字子傑，廣東廉州府合浦縣三十都梘源人，明朝政治人物。

## 生平
周英是建文四年（1402年）壬午科廣東鄉試舉人，永樂二年（1404年）甲申科進士。十四年（1416年）授泰寧縣知縣，愛民訓士，為政崇尚寬平，離任時人民都不忍心道別。

## 引用
1. 1 2  道光《廉州府志·卷二十·人物》：周英，字子傑，合浦人，登永樂甲申進士，知泰寧縣，愛民訓士，政尚寬平，去之日民遮道不忍別。
2. ↑  道光《廉州府志·卷十九·選舉》：明 進士……周英 合浦人，福建泰寧縣知縣，有傳，並二年甲申科……舉人……周英 合浦人，詳進士……並（建文）四年壬午科
3. ↑  康熙《泰寧縣志·卷六·官師》：周英，字子傑，合浦人，永樂十四年以進士任（知縣），愛民訓士，政尚寬平，去之日民遮道不忍別。